# Bundesvision Song Contest 2012
L'ottava edizione del Bundesvision Song Contest si è svolta il 28 settembre 2012 presso il Max-Schmeling-Halle di Berlino, in seguito alla vittoria di Tim Bendzko nell'edizione precedente. Si tratta della seconda edizione svolta presso il Max-Schmeling-Halle, oltre ad essere la terza edizione svoltasi nel länder di Berlino.
Il concorso si è articolato in un'unica finale, condotta da Stefan Raab, Sandra Rieß ed Elton (come inviato nella green room).
I vincitori della manifestazione furono gli Xavas, super duo composto da Xavier Naidoo e Kool Savas, in rappresentanza di Baden-Württemberg, portando così al länder la sua prima vittoria.
In questa edizione ci furono vari ritorni: Rüdiger Linhof e Weber sono tornati come membri dei Phantom Orchester (avevano partecipato all'edizione 2008 come parte dei Sportfreunde Stiller). Sono anche ritornati anche Boris Lauterbach, sotto il nome di Der König tanzt (ha rappresentato lo Schleswig-Holstein nel 2005).
Durante l'evento come Interval Act si sono esibiti i Seeed e Tim Bendzko, due dei tre vincitori per il länder Berlino.
Anche in questa edizione, 10 dei 16 Stati si sono autoassegnati i 12 punti, mentre la Baviera e la Renania-Palatinato si sono autoassegnati i 10 punti, invece il Berlino, il Brandeburgo, l'Assia e la Sassonia-Anhalt si sono autoassegnati 8 punti.

## Stati federali partecipanti
| Stato                            | Artista                        | Brano                       | Lingua           |
| -------------------------------- | ------------------------------ | --------------------------- | ---------------- |
| Amburgo                          | Der König tanzt                | Häuserwand                  | Tedesco          |
| Assia                            | Cris Cosmo                     | Herzschlag                  | Tedesco          |
| Baden-Württemberg                | Xavas                          | Schau nicht mehr zurück     | Tedesco, inglese |
| Bassa Sassonia                   | Ich kann fliegen               | Mich kann nur Liebe retten  | Tedesco          |
| Baviera                          | Fiva & Das Phantom Orchester   | Die Stadt gehört wieder mir | Tedesco          |
| Berlino (organizzatore)          | B-Tight                        | Drinne                      | Tedesco          |
| Brandeburgo                      | Mellow Mark feat. Nina Maleika | Bleib bei mir               | Tedesco          |
| Brema                            | Schné                          | Alles aus Liebe             | Tedesco          |
| Meclemburgo-Pomerania Anteriore  | The Love Bülow                 | Nie mehr                    | Tedesco          |
| Renania-Palatinato               | Pickers                        | 1000 Meilen                 | Tedesco          |
| Renania Settentrionale-Vestfalia | Luxuslärm                      | Liebt sie dich wie ich?     | Tedesco          |
| Saarland                         | Die Orsons feat. Cro           | Horst & Monika              | Tedesco          |
| Sassonia                         | Laing                          | Morgens immer müde          | Tedesco          |
| Sassonia-Anhalt                  | Johanna Zeul                   | Sandmann                    | Tedesco          |
| Schleswig-Holstein               | Vierkanttretlager              | Fotoalbum                   | Tedesco          |
| Turingia                         | Maras April                    | Himmel aus Eis              | Tedesco          |

## Risultati
| N° | Stato                            | Artista                        | Canzone                     | Punti | Posizione |
| -- | -------------------------------- | ------------------------------ | --------------------------- | ----- | --------- |
| 01 | Renania Settentrionale-Vestfalia | Luxuslärm                      | Liebt sie dich wie ich?     | 97    | 4°        |
| 02 | Assia                            | Cris Cosmo                     | Herzschlag                  | 19    | 12°       |
| 03 | Turingia                         | Maras April                    | Himmel aus Eis              | 33    | 9°        |
| 04 | Renania-Palatinato               | Pickers                        | 1000 Meilen                 | 20    | 11°       |
| 05 | Baviera                          | Fiva & Das Phantom Orchester   | Die Stadt gehört wieder mir | 13    | 14°       |
| 06 | Brandeburgo                      | Mellow Mark feat. Nina Maleika | Bleib bei mir               | 8     | 16°       |
| 07 | Meclemburgo-Pomerania Anteriore  | The Love Bülow                 | Nie mehr                    | 41    | 8°        |
| 08 | Schleswig-Holstein               | Vierkanttretlager              | Fotoalbum                   | 76    | 6°        |
| 09 | Saarland                         | Die Orsons feat. Cro           | Horst & Monika              | 92    | 5°        |
| 10 | Sassonia-Anhalt                  | Johanna Zeul                   | Sandmann                    | 10    | 15°       |
| 11 | Bassa Sassonia                   | Ich kann fliegen               | Mich kann nur Liebe retten  | 109   | 3°        |
| 12 | Berlino                          | B-Tight                        | Drinne                      | 50    | 7°        |
| 13 | Brema                            | Schné                          | Alles aus Liebe             | 18    | 13°       |
| 14 | Amburgo                          | Der König tanzt                | Häuserwand                  | 28    | 10°       |
| 15 | Sassonia                         | Laing                          | Morgens immer müde          | 142   | 2°        |
| 16 | Baden-Württemberg                | Xavas                          | Schau nicht mehr zurück     | 172   | 1°        |

## Tabella dei voti
| Meclemburgo-Pomerania Anteriore  | 41  | 12 | 1  | 1  | 2  |    |    | 1  | 3  | 2  | 1  | 1  | 4  | 1  | 3  | 7  | 2  |
| Sassonia-Anhalt                  | 10  |    | 8  |    |    | 2  |    |    |    |    |    |    |    |    |    |    |    |
| Schleswig-Holstein               | 76  | 4  | 4  | 12 | 5  | 4  | 4  | 3  | 5  | 4  | 5  | 3  | 7  | 2  | 5  | 4  | 5  |
| Brandeburgo                      | 8   |    |    |    | 8  |    |    |    |    |    |    |    |    |    |    |    |    |
| Baden-Württemberg                | 172 | 10 | 12 | 10 | 10 | 12 | 10 | 12 | 10 | 10 | 10 | 12 | 10 | 12 | 10 | 12 | 10 |
| Saarland                         | 92  | 6  | 5  | 4  | 7  | 8  | 12 | 5  | 6  | 5  | 6  | 4  | 3  | 5  | 4  | 6  | 6  |
| Baviera                          | 13  |    |    |    |    | 1  | 1  | 10 | 1  |    |    |    |    |    |    |    |    |
| Sassonia                         | 142 | 8  | 10 | 8  | 12 | 10 | 6  | 8  | 12 | 8  | 8  | 10 | 8  | 8  | 8  | 10 | 8  |
| Turingia                         | 33  | 1  | 2  |    |    |    | 2  | 2  | 4  | 12 |    | 5  | 2  |    |    | 3  |    |
| Bassa Sassonia                   | 109 | 7  | 7  | 7  | 6  | 5  | 5  | 7  | 8  | 7  | 12 | 7  | 6  | 6  | 7  | 5  | 7  |
| Assia                            | 19  |    |    |    |    | 7  |    |    |    |    |    | 8  |    | 4  |    |    |    |
| Amburgo                          | 28  | 2  |    | 5  | 1  |    |    |    |    | 1  | 2  |    | 12 |    | 2  |    | 3  |
| Renania-Palatinato               | 20  |    |    |    |    |    | 8  |    |    |    |    |    |    | 10 |    | 1  | 1  |
| Brema                            | 18  |    |    | 3  |    |    |    |    |    |    | 3  |    |    |    | 12 |    |    |
| Berlino                          | 50  | 3  | 3  | 2  | 4  | 3  | 3  | 4  | 2  | 3  | 4  | 2  | 1  | 3  | 1  | 8  | 4  |
| Renania Settentrionale-Vestfalia | 97  | 5  | 6  | 6  | 3  | 6  | 7  | 6  | 7  | 6  | 7  | 6  | 5  | 7  | 6  | 2  | 12 |